# Saikai (Nagasaki)
Saikai (西海市 Saikai-shi?) es una ciudad situada en la prefectura de Nagasaki, Japón.
La moderna ciudad de Saikai se estableció el 1 de abril de 2005, surgió de la fusión de cinco ciudades en el extremo norte de la península de Nishisonogi: la antigua ciudad de Saikai, Ōseto, Ōshima, Sakito y Seihi (todos del distrito de Nishisonogi). Su ayuntamiento es el antiguo ayuntamiento de Ōseto.
La economía de los pueblos de esta zona fue dominada por la pesca y la caza de ballenas en el periodo Edo y la minería e industria carbonera en el periodo Meiji. El área ahora es fundamentalmente agrícola, con productos de silvicultura y el turismo también es otra industria de importancia.